# General Levy
Pour les articles homonymes, voir Levy.
General Levy, de son vrai nom Paul Levy est un chanteur britannique de ragga né à Londres, toaster au flow rapide associé à la drum and bass et la jungle. Il est particulièrement connu pour le morceau "Incredible" enregistré avec le DJ M-Beat.

## featuring
General Levy a fait aussi  beaucoup de featuring, notamment avec la nouvelle scène française. On peut citer "Classical Option" en 2008 ou "Bomba Rumba" en 2011  avec Danakil, "Incredible" avec M Beat, "World Wild West" avec Papa Style et Big Red. Et enfin, avec Papa Style et Baldas sur "Mappemonde" mais aussi sur tout l'album "We Progressive" sorti en 2011.

## Discographie sélective
- 1993 - "Monkey Man" - UK #75
- 1994 - "Incredible" - UK #39 - Avec M-Beat
- 1994 -"Incredible" (remix) - UK #8 - Avec M-Beat
- 2004 - "Shake (What Ya Mama Gave Ya)" - UK #51 - Avec Zeus et Bally Jagpal
- 2007 - "Bring It On" (Dancehall Party Riddim) - Avec le Ragga Meridional Crew
- 2008 - Spirit & Faith   Artiste : General Levy  Date de sortie : 2008  Label : Boombam Muzik  Recherches associées : Wickedness Increase, In the Ghetto, PLUS
- 2010 - "Words Sounds & Power / Choo Choo Train" (Screw Dem Riddim) - produit par Dreadsquad, label African Beat
- 2011 - "We Progressive" ft. The PSB family - X-ray Production
- 2012 - "Road Block" - label Jamafra
- 2013 - "Gwarn Do We Ting" (Basque Times Riddim) - Avec Revolutionary Brothers